# Василенко, Роман Юрьевич
Роман Юрьевич Василенко (род. 14 августа 1972, Чимкент, Казахская ССР, СССР) — казахстанский дипломат. Чрезвычайный и полномочный посол Республики Казахстан в Словацкой Республике (2019—2022), Бельгии (с 2025 года).

## Биография
В 1994 году окончил Военную академию экономики, финансов и права Вооружённых Сил Российской Федерации по специальности референт-переводчик со знанием иностранных языков, специалист в международно-правовой области.
1994—1995 гг. — старший специалист, референт международного отдела аппарата президента Республики Казахстан.
1996—1999 гг. — третий, второй секретарь посольства Республики Казахстан в Великобритании.
1999—2000 гг. — помощник руководителя канцелярии премьер-министра Республики Казахстан.
2000—2007 гг. — первый секретарь, советник посольства Республики Казахстан в США.
Май 2007—2008 гг. — главный инспектор секретариата государственного секретаря Республики Казахстан.
Март — октябрь 2008 гг. — консультант канцелярии президента Республики Казахстан.
Октябрь 2008 — сентябрь 2009 гг. — инспектор, заместитель заведующего секретариатом государственного секретаря Республики Казахстан.
Сентябрь 2009 — март 2012 гг. — председатель комитета международной информации Министерства иностранных дел Республики Казахстан.
Апрель 2012 — апрель 2013 гг. — заместитель директора многофункционального научно-аналитического и гуманитарно-просветительского государственного учреждения «Назарбаев-центр».
Апрель 2013—2014 гг. — посол по особым поручениям Министерства иностранных дел Республики Казахстан.
Апрель 2014 — март 2016 гг. — председатель комитета международной информации Министерства иностранных дел Республики Казахстан.
Март 2016 — декабрь 2019 гг. — заместитель министра иностранных дел Республики Казахстан, курировавший отношения со странами Европы и Европейским союзом.
2019—2022 годы — чрезвычайный и полномочный посол Республики Казахстан в Словацкой Республике.
С 27 января 2022 года по 5 июля 2025 года - заместитель министра иностранных дел Казахстана.
С 5 июля 2025 года - чрезвычайный и полномочный посол Республики Казахстан в Королевстве Бельгия, Глава Представительства Республики Казахстан при Европейском Союзе и в Организации Североатлантического договора (НАТО).

## Награды
- Орден «Курмет».
- Медаль «За трудовое отличие» (Казахстан).
- Орден «Содружество» (21 ноября 2019 года, Межпарламентская ассамблея СНГ) — за активное участие в деятельности Межпарламентской Ассамблеи и её органов, вклад в укрепление дружбы между народами государств — участников Содружества Независимых Государств[6].
- Медаль «МПА СНГ. 25 лет» (27 марта 2017 года, Межпарламентская ассамблея СНГ) — за заслуги в деле развития и укрепления парламентаризма, за вклад в развитие и совершенствование правовых основ функционирования Содружества Независимых Государств, укрепление международных связей и межпарламентского сотрудничества[7].